# Museo Walter P. Chrysler

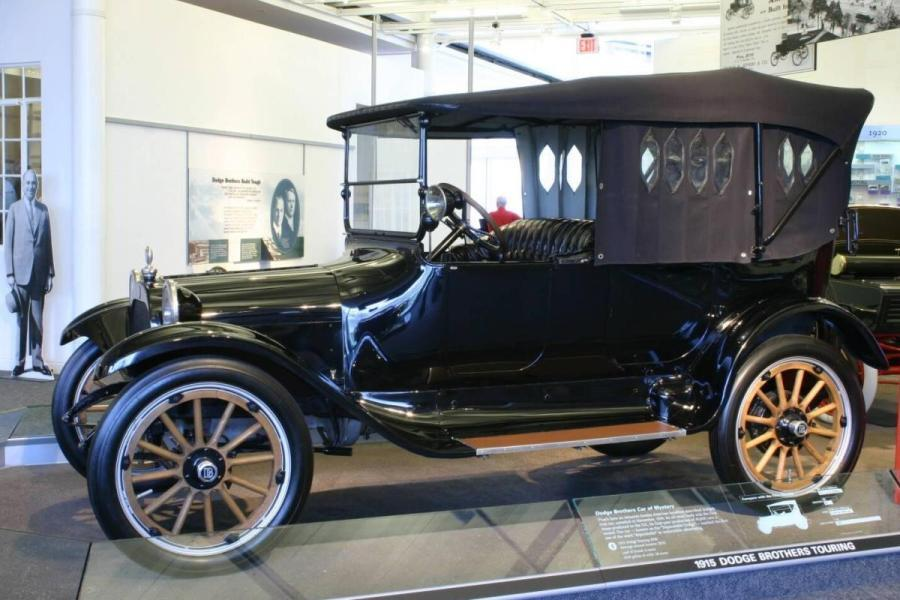
Dodge Touring de 1915.

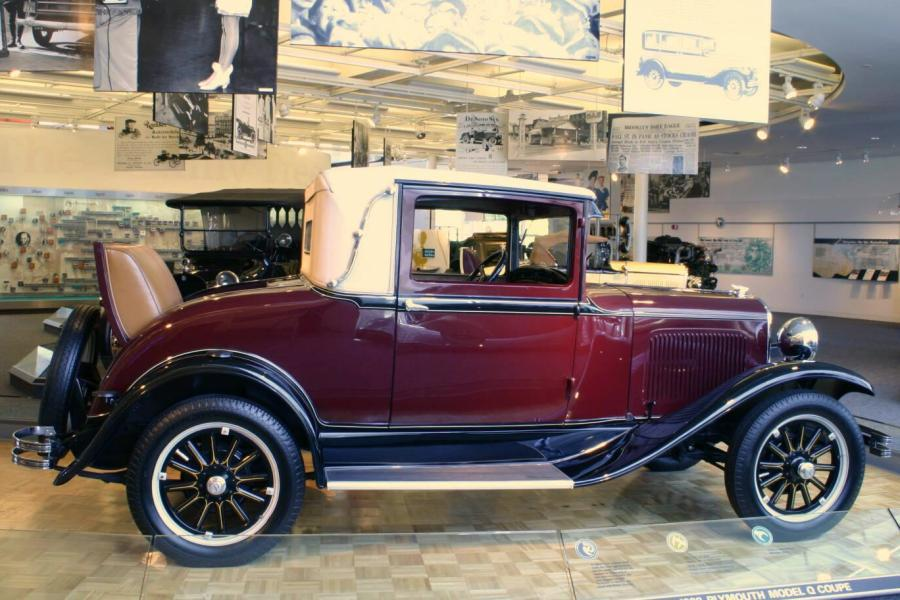
Plymouth Q Coupe de 1928.

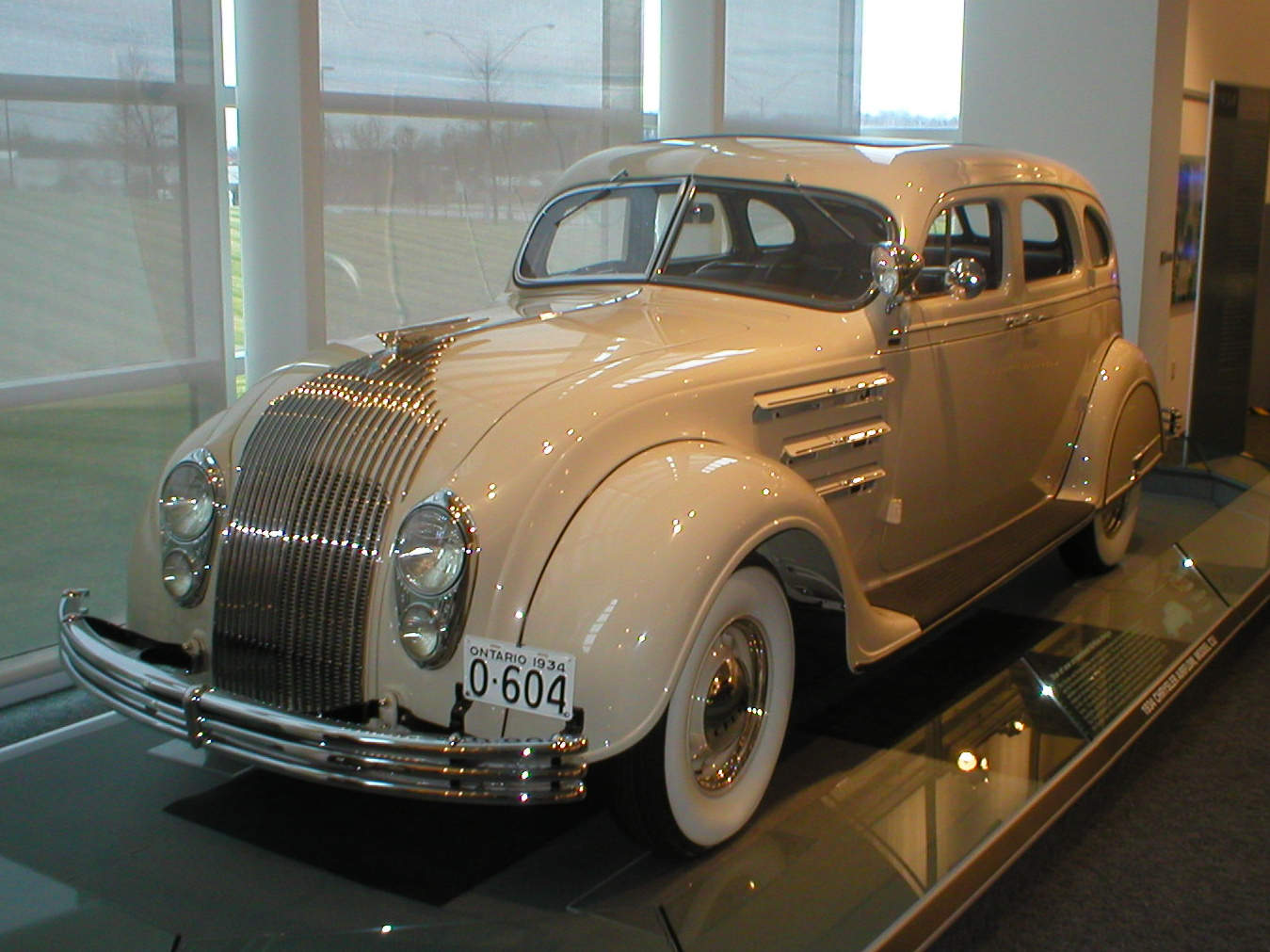
Chrysler Airflow de 1934.

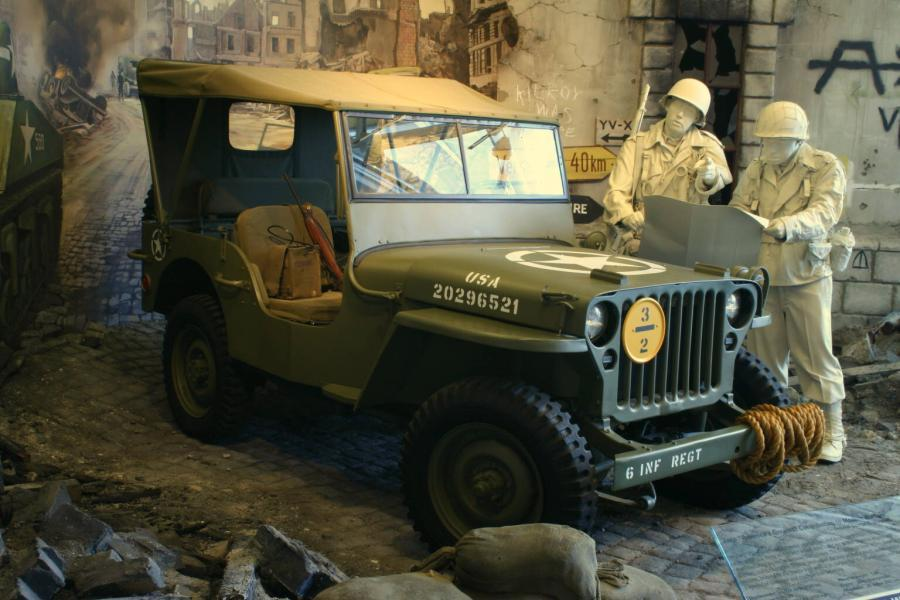
Willys MB de 1943.

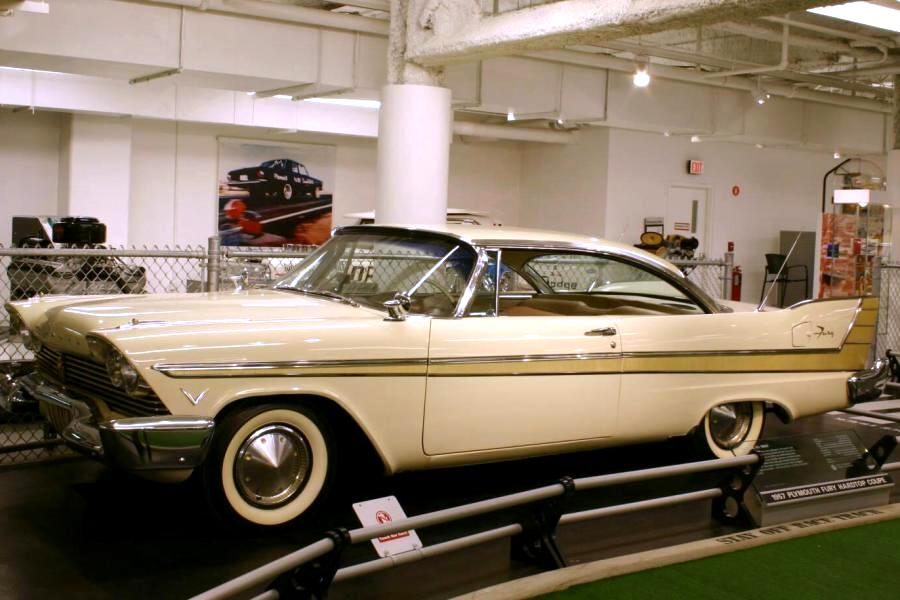
Plymouth Fury Coupe de 1957.

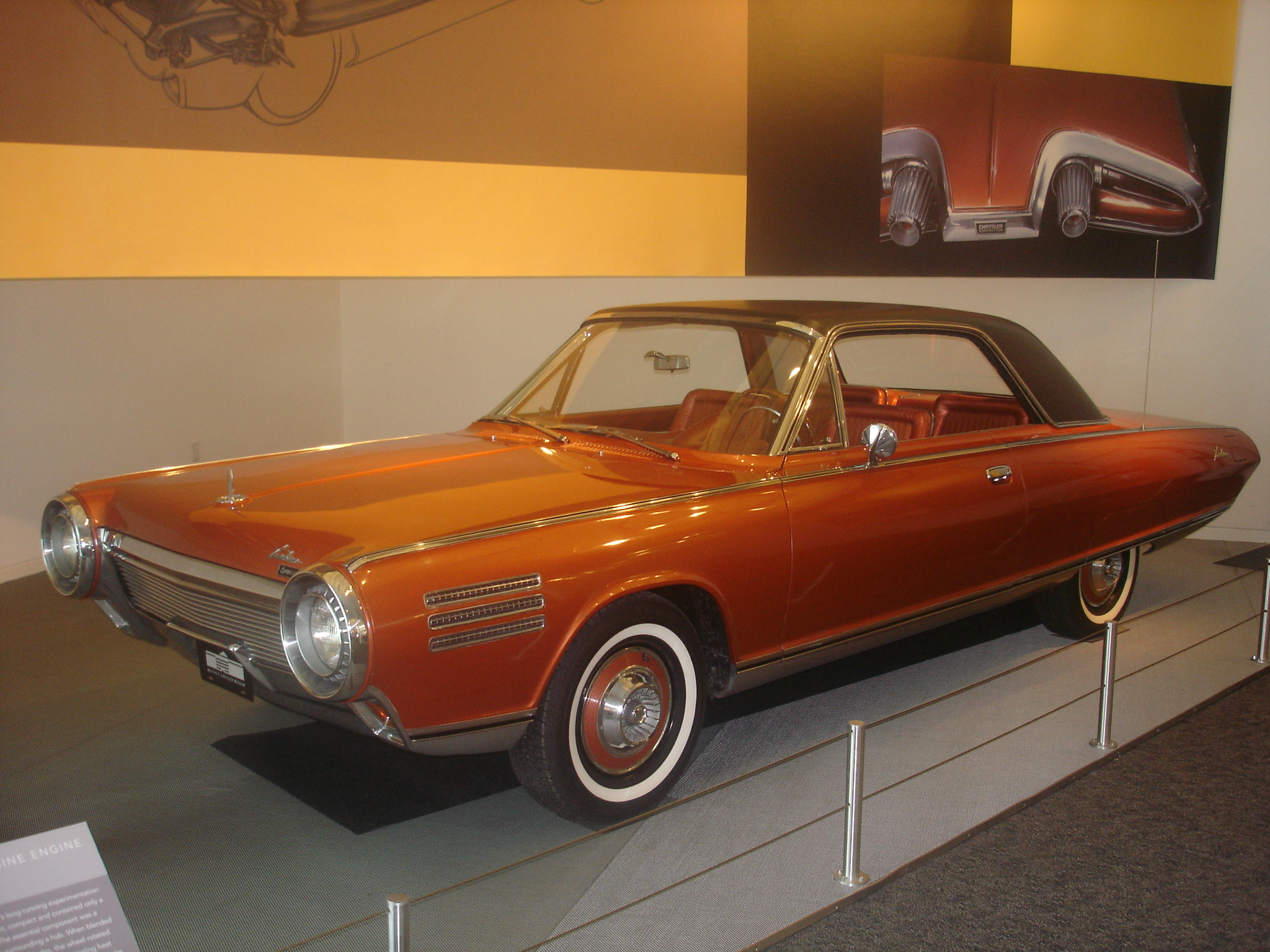
Prototipo Chrysler Turbine de 1963.

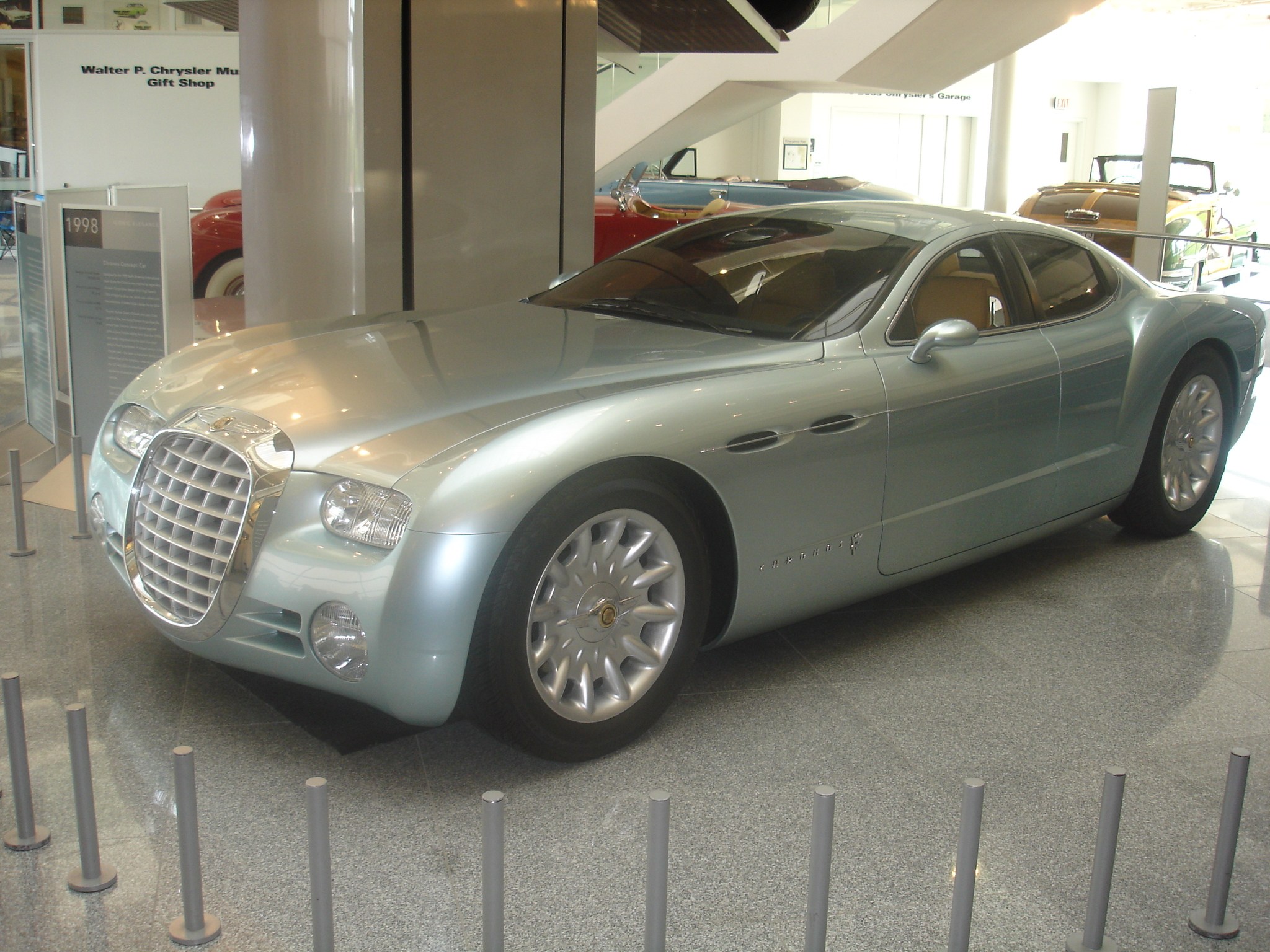
Prototipo Chrysler Chronos de 1998.

El Museo Walter P. Chrysler preserva y expone una colección de automóviles, prototipos, motores, carteles y objetos que cubren la historia del automovilístico Grupo Chrysler. Es un museo de marca que se encuentra ubicado el complejo de Chrysler Auburn Hills, sede mundial del grupo situada en el norte de la ciudad de Detroit, Míchigan, Estados Unidos. Inaugurado en 1999, fue el primer museo abierto por un fabricante estadounidense en activo.

## Descripción

### Museo
El museo se encuentra situado en una parcela de diez acres en la zona sudeste del complejo de la sede mundial del Grupo Chrysler. El museo, un edificio de granito rojo y vidrio de estética similar a la de todo el complejo, tiene tres pisos y una superficie construida de 55.000 metros cuadrados. Su construcción dio comienzo el 19 de noviembre de 1996. Fue inaugurado el 5 de octubre de 1999.

#### Atrio
Entrando al edificio, se accede a un atrio de doble altura y techo acristalado donde una columna vertical de acero, de diez metros y móvil, rota mostrando en tres plataformas elevadas significativos modelos y prototipos del grupo.

#### Planta 0
La exposición permanente de la planta contempla los 50 primeros años del grupo. Incluye automóviles de comienzos del siglo XX de las diferentes marcas que formaron parte del grupo como DeSoto, Hudson, Nash, Rambler y Willys-Overland. En un gran mural se puede observar la línea de tiempo formada por las diferentes empresas adquiridas por el grupo Chrysler. Existe un espacio reservado para exposiciones temporales y una tienda de recuerdos con modelos a escala de los automóviles mostrados en el museo.

#### Planta 1
El primer piso contempla la historia del grupo desde los años 50 hasta nuestros días, comenzando con la introducción del motor HEMI en 1951. Se pueden apreciar una colección de automóviles y prototipos de las marcas Chrysler, Dodge y Jeep. Dispone de una sala de cine donde se proyectan de forma continua cortometrajes sobre la vida de Walter P Chrysler, los muscle cars y el desarrollo de automóviles en el Centro Tecnológico Chrysler.

#### Planta -1
La planta bajo rasante se encuentra ocupada por el área denominada “Boss Chrysler’s Garage”, que alberga automóviles de los años cincuenta y setenta, incluyendo muscle cars, automóviles de carreras, una serie de automóviles Jeep y automóviles de la colección Chrysler.

### Walter P. Chrysler Legacy Gala
El 24 de julio de 2010 el museo celebró los 85 años de la marca organizando un evento denominado Walter P. Chrysler Legacy Gala. El objetivo del mismo era obtener fondos para mantener económicamente el funcionamiento del museo. Cuatro personas relacionadas con el automovilísmo y el grupo fueron premiadas a lo largo de la gala: Lee Iacocca expresidente del Grupo Chrysler, el humorista y coleccionista Jay Leno, el campeón de NASCAR Richard Pettyel y el exjefe de diseño de Chrysler Virgil Exner. En el transcurso de la gala se anunció que el museo había superado un millón de dólares estadounidenses en donaciones.

### Fondos
El museo cuenta con una colección de aproximadamente 150 automóviles y prototipos de las marcas Chrysler, Dodge, Jeep, DeSoto, AMC, Nash, Hudson, Imperial, Plymouth y Rambler. En el museo se exponen unos 70 vehículos.
| Año  | Marca           | Modelo                    | Vehículo    | Prototipo |
| ---- | --------------- | ------------------------- | ----------- | --------- |
| 1902 | Rambler         | ¿?                        | Automóvil   | No        |
| 1909 | Hudson          | 20 Roadster               | Automóvil   | No        |
| 1915 | Dodge Brothers  | Touring                   | Automóvil   | No        |
| 1917 | Willys          | Knight Touring            | Automóvil   | No        |
| 1924 | Chrysler        | B-70 Phaeton              | Automóvil   | No        |
| 1928 | Plymouth        | Q Coupe                   | Automóvil   | No        |
| 1928 | Chrysler        | 72                        | Automóvil   | No        |
| 1929 | DeSoto          | Six Roadster              | Automóvil   | No        |
| 1929 | Nash            | 440 "Special Six"         | Automóvil   | No        |
| 1930 | Hudson          | T                         | Automóvil   | No        |
| 1934 | Chrysler        | Airflow                   | Automóvil   | No        |
| 1934 | Dodge           | KC                        | Camión      | No        |
| 1939 | Dodge           | Deluxe Town Coupe         | Automóvil   | No        |
| 1943 | Willys          | MB                        | Todoterreno | No        |
| 1941 | Chrysler        | Thunderbolt               | Automóvil   | Si        |
| 1946 | Willys-Overland | Jeep                      | Todoterreno | No        |
| 1951 | Chrysler        | Town & Country            | Automóvil   | No        |
| 1951 | Willys-Overland | Jepster                   | Todoterreno | No        |
| 1953 | Hudson          | Hornet Twin H             | Automóvil   | No        |
| 1954 | Dodge           | Power Wagon               | Camión      | No        |
| 1955 | Dodge           | La Femme                  | Camión      | No        |
| 1955 | Chrysler        | 300                       | Automóvil   | No        |
| 1956 | Dodge           | Custom Royal Lancer D-500 | Automóvil   | No        |
| 1957 | Dodge           | Sweptside                 | Camión      | No        |
| 1957 | Plymouth        | Fury Coupe                | Automóvil   | No        |
| 1963 | Chrysler        | Turbine                   | Automóvil   | Si        |
| 1964 | Dodge           | Color Me Gone             | Automóvil   | No        |
| 1968 | AMC             | AMX                       | Automóvil   | No        |
| 1970 | Plymouth        | Valiant Duster            | Automóvil   | No        |
| 1974 | Chrysler        | Cordoba                   | Automóvil   | No        |
| 1968 | AMC             | Eagle                     | Automóvil   | No        |
| 1981 | Plymouth        | Reliant                   | Automóvil   | No        |
| 1984 | Dodge           | Caravan                   | Automóvil   | No        |
| 1992 | Dodge           | Viper                     | Automóvil   | No        |
| 1995 | Chrysler        | Atlantic                  | Automóvil   | Si        |
| 1997 | Plymouth        | Prowler                   | Automóvil   | No        |
| 1998 | Chrysler        | Chronos                   | Automóvil   | Si        |
| 2003 | Dodge           | Tomahawk                  | Motocicleta | Si        |
| 2005 | Chrysler        | FirePower                 | Automóvil   | Si        |